# Lee Konitz
Lee Konitz (Chicago, 13 oktober 1927 - 15 april 2020) was een Amerikaanse jazzsaxofonist (alt) van de modernjazz.

## Biografie
Konitz kocht in 1938 een klarinet en een zelfstudiemethode en daarna in 1939 een tenorsaxofoon. Hij was aanvankelijk werkzaam als altsaxofonist bij Teddy Powell en Jerry Wald, voordat hij twee jaar lang het Roosevelt College bezocht. Zijn eerste opnamen maakte Konitz met Claude Thornhill in 1947 en 1948.
Op 21-jarige leeftijd was hij in New York bij het bekende nonet van Miles Davis/Gil Evans, dat betrokken was bij de platensessies van Birth of the Cool. Deze opnamen (1949/50) zijn een van de bronnen van de cooljazz. Het lidmaatschap in deze band onderscheidde hem, omdat hij als blanke werd opgenomen in deze band, ondanks dat er in deze tijd genoeg werkloze Afro-Amerikaanse altsaxofonisten waren. Gelijkertijd werkte hij samen met de pianist Lennie Tristano en de tenorsaxofonist Warne Marsh en nam hij in 1949 met hen en Billy Bauer de eerste vrije improvisaties op (in het bijzonder Intuition en Digression bij Crosscurrents).
Vanaf begin jaren 1950 keerde hij zich af van de cooljazz. Hij werkte in 1951 in Zweden (Sax of a Kind, Americans in Sweden). In 1952 speelde hij in Canada met Tristano, daarna in de band van Stan Kenton van 1952 tot 1954. Als solist was hij te horen in 1952 op het album New Concepts of Artistry in Rhythm. In 1953 ontstonden opnamen met Gerry Mulligan en in 1954/1955 leidde hij in New York en Boston eigen bands. In de zomer van 1955 trad hij op met Tristano in een New Yorks restaurant. De opnamen verschenen onder de titel Lennie Tristano bij Atlantic Records. In januari 1956 ging hij op een Europese tournee met Hans Koller, Lars Gullin en Zoot Sims. Ondanks zijn artistieke succes vervolgde hij toen steeds weer burgerlijke bezigheden om zijn artistieke vrijheid te kunnen behouden.
Konitz, die tijdens de jaren 1950 talrijke polls won, concentreerde zich begin jaren 1960 voor een poos op zijn werk als onderwijzer in Californië. In 1964 trad hij weer op met Tristano. In 1965 stond hij met een veel gerespecteerde solo over Donna Lee in het middelpunt van een ook op plaat gedocumenteerd Parker-herdenkingsconcert in de Carnegie Hall. Hij nam weer op met Mulligan en Bill Evans (Revelation). Ook speelde hij in 1965/1966 en 1968/1969 met verschillende, ook Europese muzikanten tijdens Europese festivals, waaronder de Berliner Jazztage. Tijdens deze periode woonde hij bij vrienden in Lörrach. Eind jaren 1960 trok Konitz zich weer terug ten gunste van het lesgeven. 
Na enkele Europese reizen, festivaloptredens in onder andere Japan (1972), New York (1973), Berlijn (1973) en Antibes (1974) en minder plaatreleases trad hij pas weer midden jaren 1970 regelmatiger in de publiciteit. Van 1975 tot 1983 leidde hij, eerst in de New Yorkse Stryker's Club, een nonet, waarmee hij in 1979 ook Europa bezocht (Live at Laren), waar hij ook optrad met Karl Bergers Woodstock Ensemble. In 1980 toerde hij met het orkest van Gil Evans. In 1979/1980 werkte Konitz vaak als onderwijzer in Canada. Ook tijdens de jaren 1980 bleef hij ondanks zijn lesactiviteiten aan scholen, de New York University en later ook in Philadelphia, internationaal aanwezig.
Konitz nam meer dan 50 albums op als leider en sideman. Vanaf de jaren 1960 speelde hij veelvuldig clubconcerten in Europa met kleine formaties, vaak slechts begeleid door een pianist. In 1972 was hij te gast bij Charles Mingus and Friends in Concert. In 1974 nam hij de nog altijd opmerkelijke solo-opname Lone Lee op. Een zeer groot succes was de reünie met Warne Marsh eind 1975. Van 1980 tot heden toerde hij regelmatig door de jazzclubs van Europa. Hij was ook vaak in de studio met jonge formaties (onder andere in Franz Koglmanns We Thought About Duke en het Trio Minsarah rondom Florian Weber), maar werkte ook toe naar avant-garde-projecten met muzikanten als Andrew Hill, Attila Zoller, Derek Bailey en het Theo Jörgensmann Quartet. Konitz, die nu en dan woonde in Keulen, stelde zich ook open voor de muziek van Claude Debussy, Erik Satie en Johann Sebastian Bach. Samen met een strijkerskwartet en Ohad Talmor ging hij met het Lee Konitz String Project op tournee en improviseerde op muziek van het Franse impressionisme. In november 2000 speelde Konitz met het Brandenburgische Staatsorchester tijdens twee concerten in Frankfurt (Oder) en Potsdam het voor hem geschreven concert Prisma van Günter Buhles.
Toonaangevende duo-opnamen vormden de rode draad in zijn leven: begonnen met Billy Bauer (Rebecca, 1950) volgde de samenwerking met gitarist Jim Hall, de trombonisten Albert Mangelsdorff en Jiggs Whigham, tenorsaxofonisten Joe Henderson en pianist Frank Wunsch. De lp's en cd's van Konitz verschenen bij grote labels als Universal Records, vaak ook bij onafhankelijke labels als Philology uit Italië (duo-opname met Franco D’Andrea), Nabel, Pirouet Records en Enja Records uit Duitsland, Nato uit Frankrijk en HatHut Records uit Zwitserland.

## Overlijden
Lee Konitz overleed 15 april 2020 op 92-jarige leeftijd.

## Onderscheidingen
In 1992 ontving hij de hoog gedoteerde Jazzpar-prijs. In 1998 werd zijn album Motion (1961) opgenomen in de lijst The Wire’s 100 Records That Set the World on Fire (While No One Was Listening). In 2009 ontving hij de NEA Jazz Masters Fellowship, de belangrijkste onderscheiding voor Amerikaanse jazzmuzikanten. In 2013 werd hem de German Jazz Trophy toegekend. In 2015 werd hij in de Downbeat Hall of Fame opgenomen.

## Discografie
- Bibsys: 1026977
- Biblioteca Nacional de España: XX1315766
- Bibliothèque nationale de France: cb13896095s (data)
- CiNii: DA11751956
- Gemeinsame Normdatei: 12060003X
- International Standard Name Identifier: 0000 0001 1474 5669
- Library of Congress Control Number: n81058261
- MusicBrainz: 9136db51-46ba-4208-afd6-7753fb0739aa
- Bibliotheek van het Japanse parlement: 001217917
- Nationale Bibliotheek van Tsjechië: ola2002159254
- Nationale bibliotheek van Australië: 35675285
- Nationale Bibliotheek van Israël: 987007437064305171
- Nederlandse Thesaurus van Auteursnamen: 073375004
- Réseau des bibliothèques de Suisse occidentale: 02-A003467280
- Istituto Centrale per il Catalogo Unico: RAVV105289
- LIBRIS: 282121
- SNAC: w65v1564
- Système universitaire de documentation: 076181464
- Trove: 1037397
- Virtual International Authority File: 71373696
- WorldCat: E39PBJdgXfkkg4F6RRWMvc9VYP